# Fox Stevenson
Stanley Stevenson Byrne, kendt som Fox Stevenson (tidligere Stan SB) er en britisk sanger/sangskriver og producer af indie elektronisk dance-musik, herunder drum and bass, glitch hop og dubstep m.m. Han er kendt for at eksperimentere og blande mange genre, og siger at "der er tonsvis af indviklede detaljer til hver eneste enkelt genre".

## Karriere
Stevenson og udgav sine første sange på sin Newgrounds-profil som Stan SB fra 2007 til 2009. Han var 15-16 år da han indspillede sin første sang med vokaler. Senere fortsatte han med at dele musik via sin Soundcloud-side, som siden 2010 har fået over 1,5 millioner afspilninger. I 2013 skiftede han navn til Fox Stevenson.

## Diskografi
Stevenson fik sin første pladekontrakt i 2012 med en remix af Feints sang "Horizons", og tidligt i 2013 udkom Anyone Out There EP, som havde kontrakt ved Subsphere Records. Derefter er flere af hans sange og remixes blevet udgivet på diverse pladeselskaber, herunder hans eget Cloudhead Records, som er navngivet efter sangen der i første omgang gjorde ham kendt.

### Stan SB

#### EP'er
- Anyone Out There (2013) [Subsphere Records]

#### Remixes
- Feint - Horizons (Stan SB Remix) (2012) [Subsphere Records]
- 3OH!3 - Back To Life (Stan SB Remix) (2013) [Warner Music Group]

#### Sange på kompilationsalbum
- Get What I Can (2013) [Liquicity Records]

### Fox Stevenson

#### EP'er
- Endless (2013) [Firepower Records]
- Turn It Up (2014) [Cloudhead Records]
- All This Time (2014) [Cloudhead Records]
- Throwdown (2014) [Firepower Reocrds]
- Free EP (2015)

#### Remixes
- Stafford Brothers feat. Lil Jon - Hands Up (Fox Stevenson Remix) (2013) [Future Music]
- Candyland - All You Gotta Do (Fox Stevenson Remix) (2013)
- Dodge & Fuski, Nick Thayer - Playboy (Fox Stevenson Remix) (2014) [Disciple Recordings]
- Steven Lee - Love Crazy Love feat. Carol C (Fox Stevenson Remix) (2014)
- Cooper - This Year (Fox Stevenson Remix) (2014)
- Flux Pavilion - Gold Love (Fox Stevenson Remix) (2014) [Circus Records]
- Zedd - I Want You To Know (feat. Selena Gomez) (2015) (Fox Stevenson Remix) [Interscope Records]

#### Andre sange
- Sandblast (2013) [Firepower Records]
- Tico (2013) [Circus Records] (Genudgivet i 2015 under Spinnin' Records]
- Sandblast VIP (2015) [Cloudhead Records]
- Sweets (Soda Pop) (2014) [Spinnin' Records]
- Fox Stevenson & Curbi - Hoohah [Spinnin' Records]
- Comeback (2015) [Spinnin' Records]

Udover disse har han udgivet talrige sange uden pladekontrakt og smagsprøver af sange fra bl.a. mixes. En komplet liste over alle tilkendte sange kan findes her.